# Pierre-François Unger
 (novembre 2021).
Pierre-François Unger, né le 21 août 1951, est un homme politique suisse, membre du Parti démocrate-chrétien.

## Études et vie professionnelle
Originaire de Genève, il est le petit-fils du conseiller administratif socialiste Émile Unger en poste de 1935 à 1943. Il est protestant de confession.
Après avoir passé sa maturité classique, il entreprend des études médicales couronnées par un diplôme fédéral de médecin, un diplôme de la Fédération des médecins suisses en médecine interne et un certificat de médecine d'urgence. Après plusieurs expériences à l'étranger, il devient en 1986 chef du service des urgences aux hôpitaux universitaires de Genève. En 1999, il devient professeur de médecine.
Il est marié depuis 2012 à Olivia Guyot Unger, avocate de profession, et père de deux enfants.

## Carrière politique
Parallèlement, Pierre-François Unger se lance en politique au sein du PDC genevois. En 1993, il est élu député au Grand Conseil et y siège durant six ans ; il est chef du groupe parlementaire PDC entre 1995 et 1997. De 1996 à 1998, il préside également le PDC genevois.
Le 11 novembre 2001, il est élu au Conseil d'État et prend la tête du département de l'action sociale et de la santé. Réélu le 13 novembre 2005, il prend la tête du département de l'économie et de la santé. De décembre 2005 à décembre 2006, il préside aussi le Conseil d'État. En automne 2009, il est à nouveau élu et reste chef du Département de l'économie et de la santé. Il est de nouveau président du Conseil d'État genevois de décembre 2011 à décembre 2012.